# Wrecking Ball
Wrecking Ball är ett album av Emmylou Harris från 1995. Det är producerat av Daniel Lanois, tidigare känd för sitt arbete med artister som U2 och Peter Gabriel. Albumets titellåt är skriven av Neil Young 1989. 
Harris, som likt de flesta andra Country artister över 40 hade haft svårt att få sina låtar spelade på radio under början av 1990-talet, hittade i och med detta album en ny målgrupp och ändrade signifikant riktning i sin musik. Albumet fick en mycket tydligare rock-prägel än den country med rock influenser som hon tidigare gjort sig känd för, och gjorde att många inom alt-rocken nu också fick upp ögonen för hennes musik.
Albumet innehöll sånger från många olika låtskrivare, däribland Neil Young, Anna McGarrigle, Lucinda Williams, Steve Earle, producenten Daniel Lanois och Harris själv.
Albumets inspelning delades upp i två delar: Första delen spelades på begäran av Harris in i Woodland Studios i Nashville, då hon ville kunna åka hem till sin familj om kvällarna och inte behöva avvika signifikant från vardagslivet med sin mor och två döttrar som bodde hos henne. Den andra delen av albumet, vilket mestadels bestod av dubbningar och ominspelningar eller alternativa versioner av de olika sångerna, spelades in i Lanois egen studio, Kingsway, i New Orleans. Under inspelningarna i New Orleans gjordes också en kortare dokumentar där arbetet filmades av Daniel Lanois bror Bob Lanois. Filmen fick namnet "Building The Wrecking Ball" och visades på PBS och ett antal utvalda Europeiska kanaler. Kompletterat med ett commentary track släpptes filmen också som ett packet tillsammans med den omarbetade Delux versionen av albumet när det nylanserades 2015.

Det var också i New Orleans som de gästande artister som ingår på albumet kom och spelade. De flesta av gästerna var vänner och bekanta till Harris och likaså författare till en eller flera av låtarna på albumet. Neil Young till exempel både sjunger och spelar på sitt eget bidrag, titelsången "Wrecking Ball". Lucinda Williams och Steve Earle bidrar med gitarr på sina respektive låtar och McGarrigle systrarna bidrar med  sång både på sin egen "Goin' back to Harlan" och Harris "Waltz Across Texas Tonight".

"Waltz Across Texas Tonight" var utsprungligen menad att ingå i det som senare blev den andra TRIO albumet med Linda Ronstadt och Dolly Parton, vilket hade påbörjats 1994 men lagts på is kort däreefter. Inspelningen blev dock bortklipt när TRIO II förberedes för publicering 1999, men återfinns tillsammans med ett antal andra exkluderade inspelningar på The complete TRIO collection (2016).
Albumet blev 94:a på Billboard 200 och vann en Grammy för bästa samtida folkmusikinspelning.

## Låtlista
1. "Where Will I Be?" (Daniel Lanois) - 4:15
2. "Goodbye" (Steve Earle) - 4:53
3. "All My Tears" (Julie Miller) - 3:42
4. "Wrecking Ball" (Neil Young) - 4:49
5. "Goin' Back to Harlan" (Anna McGarrigle) - 4:51
6. "Deeper Well" (David Olney, Lanois, Emmylou Harris) - 4:19
7. "Every Grain of Sand" (Bob Dylan) - 3:56
8. "Sweet Old World" (Lucinda Williams) - 5:06
9. "May This Be Love" (Jimi Hendrix) - 4:45
10. "Orphan Girl" (Gillian Welch) - 3:15
11. "Blackhawk" (Daniel Lanois) - 4:28
12. "Waltz Across Texas Tonight" (Rodney Crowell, Emmylou Harris) - 4:46